# Ermida de Santa Margarida (São Caetano)

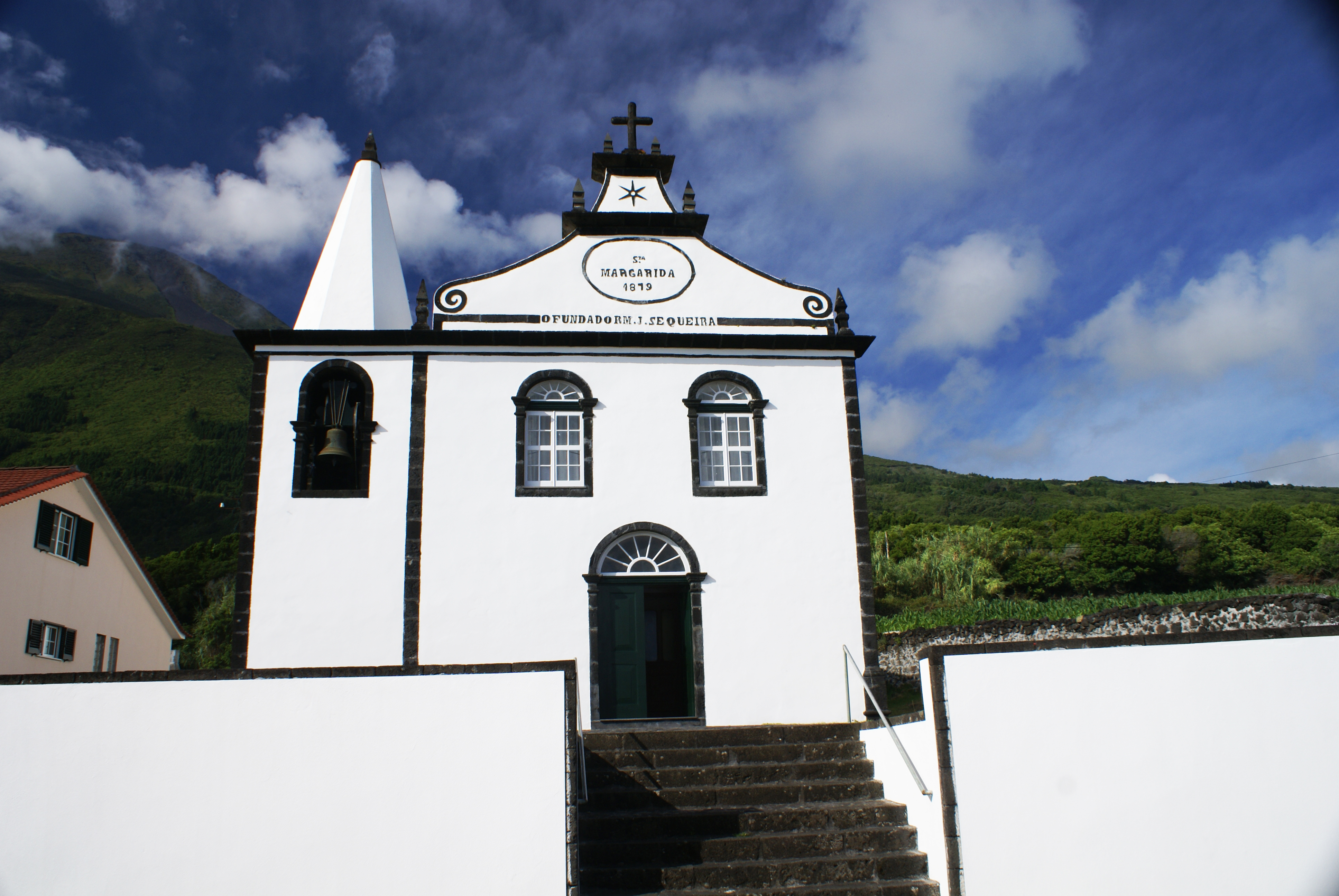
Ermida de Santa Margarida, fachada.

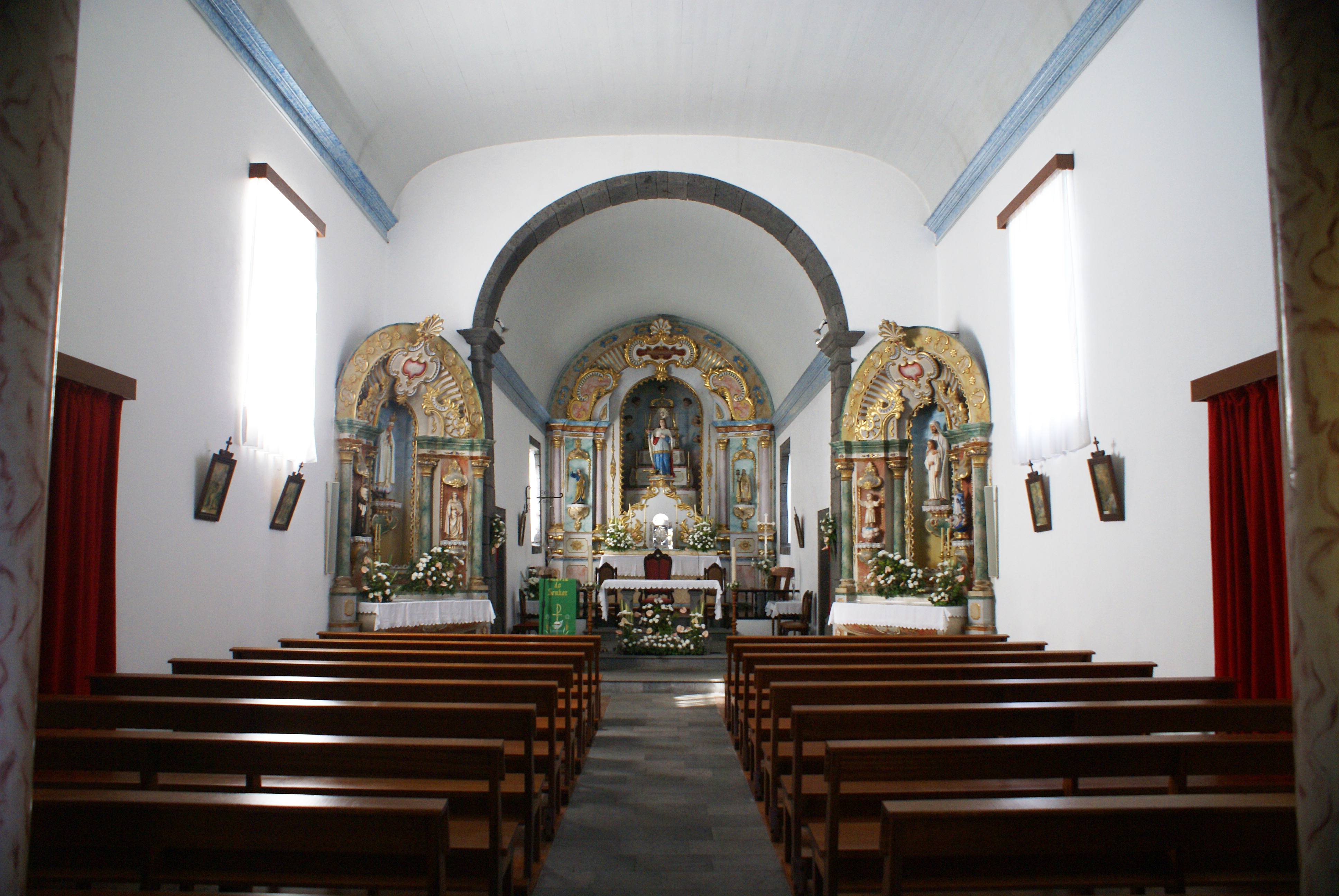
Ermida de Santa Margarida, altar mor.

A Ermida de Santa Margarida é uma Ermida portuguesa localizada no lugar da Terra do Pão, freguesia de São Caetano,  concelho da Madalena do Pico, na ilha do Pico, no arquipélago dos Açores.
Esta ermida cuja construção recua ao século XIX  é dedicada a devoção de Santa Margarida, sendo a sua construção datada de 1879, conforme data afixada na fachada.

## Galeria

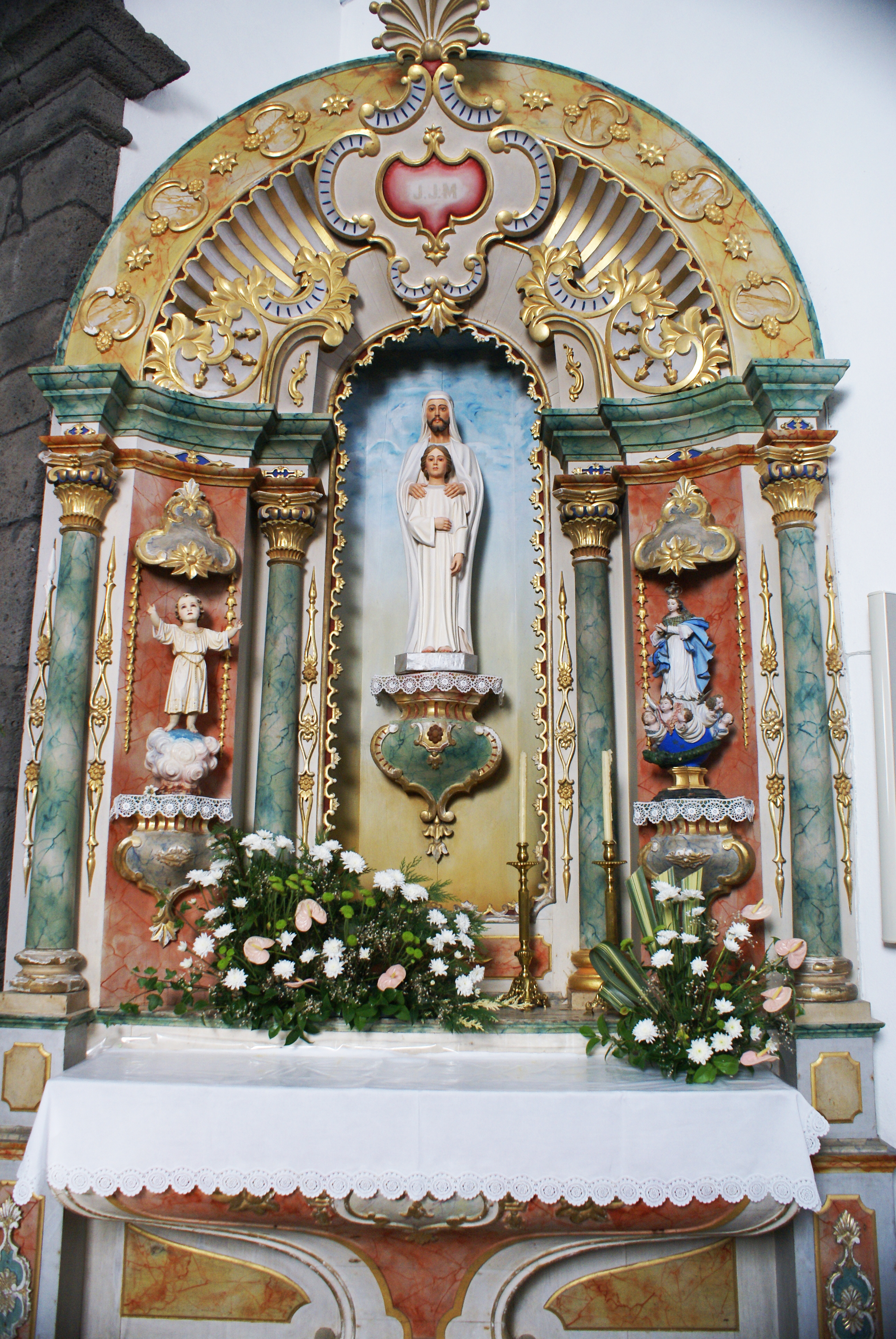
Ermida de Santa Margarida, altar lateral
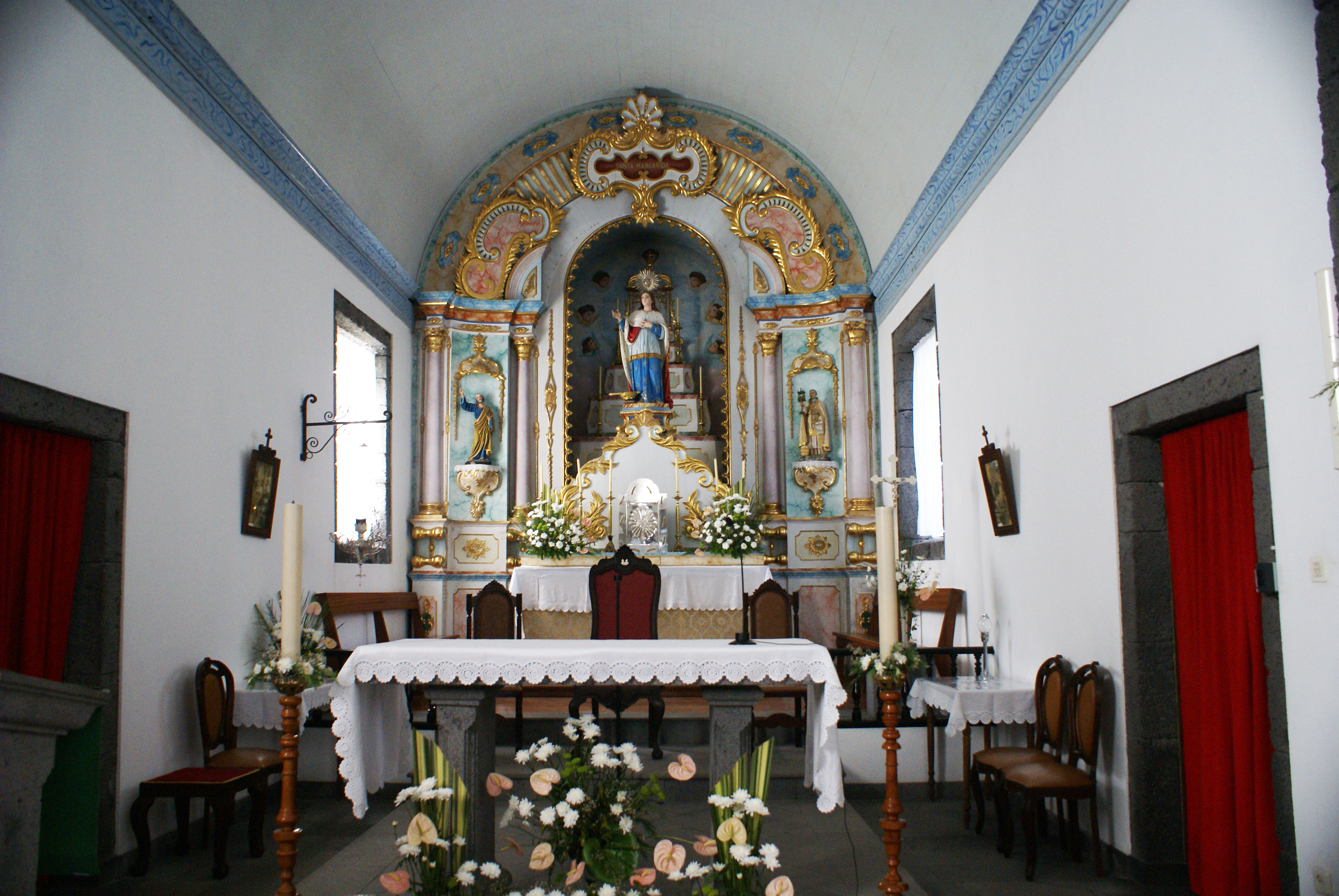
Ermida de Santa Margarida, altar mor